# Белайне Денсамо
Белайне Денсамо (амх. በላይነህ ዴንሳሞ, род. 28 июня 1965) — эфиопский легкоатлет, который специализировался в марафоне.
С 1988 по 1998 годы был рекордсменом мира в марафоне — 2:06.50.

## Результаты

### Соревнования
- 1-е место на Играх доброй воли 1986 года — 2:14.42

#### Марафоны
| Год  | Марафон               | Результат         | Место |
| ---- | --------------------- | ----------------- | ----- |
| 1985 | Марафон Аддис-Абеба   | 2:28.26[уточнить] | 11    |
| 1986 | Токийский марафон     | 2:08.29           | 1     |
| 1986 | Роттердамский марафон | 2:09.09           | 2     |
| 1987 | Роттердамский марафон | 2:12.58           | 1     |
| 1988 | Роттердамский марафон | 2:06.50 WR*       | 1     |
| 1989 | Роттердамский марафон | 2:08.39           | 1     |
| 1990 | Фукуокский марафон    | 2:11.35           | 1     |
| 1996 | Роттердамский марафон | 2:10.30           | 1     |

1. ↑  или 2:29.59

### Мировой рекорд
Я знаю, как там всё происходило. Это было хорошо управляемое соревнование. Как они бежали! Даже автомобиль использовался в качестве «зайца» для поддержания темпа. Не знаю, правда это или нет, но два года назад они изменили направление бега, чтобы ветер был попутным. Это состояние не вызывает у меня уважения и рекорд Денсимо тоже.— Стив Джонс